# روبرت إس. مارتن
روبرت إس. مارتن (بالإنجليزية: Robert S. Martin)‏ هو أمين مكتبة أمريكي، ولد في 1949.